# Бичик, Юлия Валентиновна
Ю́лия Валенти́новна Би́чик (бел. Юлія Валянцінаўна Бічык; р. 1 апреля 1983, Минск) — белорусская гребчиха, заслуженный мастер спорта Республики Беларусь (2004).
Майор внутренних войск.
Представляет спортобщество «Динамо».
Первый тренер — Алексей Борисович Кандюрин. Тренер — Владимир Синельщиков.
7 августа 2008 года награждена орденом Отечества III степени.

## Спортивные достижения
- Бронзовый призёр Олимпийских игр 2004 (Афины) и Игр 2008 (Пекин), в обоих случаях выступала вместе с Натальей Гелах.[5]
- Чемпионка мира 2007 (Мюнхен), 2008 (Линц). Серебряный призёр чемпионатов мира 2001, 2003 годов, бронзовый призёр чемпионата мира 2002.
- Бронзовый призёр чемпионата Европы 2008.
- Обладательница Кубка мира 2002. Серебряный призёр Кубка мира 1998, 1999, 2000 годов.